# گلنراک (نبراسکا)
گلنراک (به انگلیسی: Glenrock) یک منطقهٔ مسکونی در ایالات متحده آمریکا است که در نبراسکا واقع شده‌است. گلنراک ۲۹۱٫۰۹ متر بالاتر از سطح دریا قرار دارد.